# لی مین هی
لی مین هی (انگلیسی: Lee Min-hee؛ زادهٔ ۴ فوریهٔ ۱۹۸۰) بازیکن هندبال اهل کره جنوبی است.